# BVP M-80

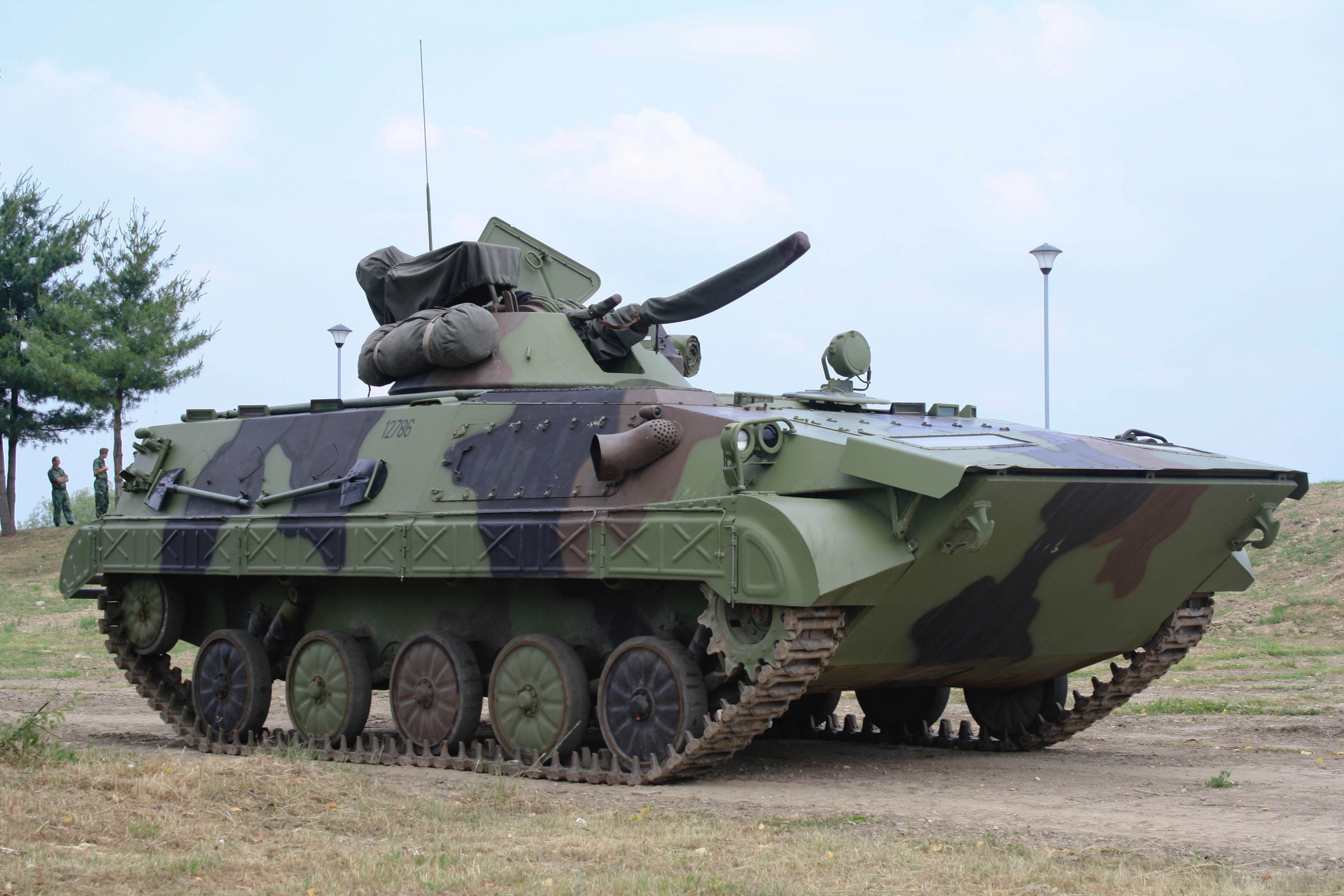
Bojové vozidlo pěchoty M-80A

BVP M-80 je bojové vozidlo pěchoty vyvinuté v bývalé Jugoslávii a sériově vyráběné společností FAMOS od počátku 80. let 20. století. V roce 1984 byl původní model M-80 ve výrobě nahrazen vylepšeným typem M-80A. Konstrukční uspořádání BVP M-80 je podobné sovětskému BMP-1, ale vozidlo bylo vyzbrojeno 20mm kanónem M55 (licenčně vyráběný švýcarský typ HS 804) a pohon zajišťoval francouzský motor HS 115 (M-80) nebo licenčně vyráběný (pod označením FAMOS V10-003) německý motor firmy Daimler-Benz (M-80A). Bojová vozidla pěchoty M-80A byla bojově nasazena během občanské války v Jugoslávii a dodnes je má ve výzbroji Bosna a Hercegovina, Chorvatsko, Slovinsko a Srbsko.